# Agilent Technologies

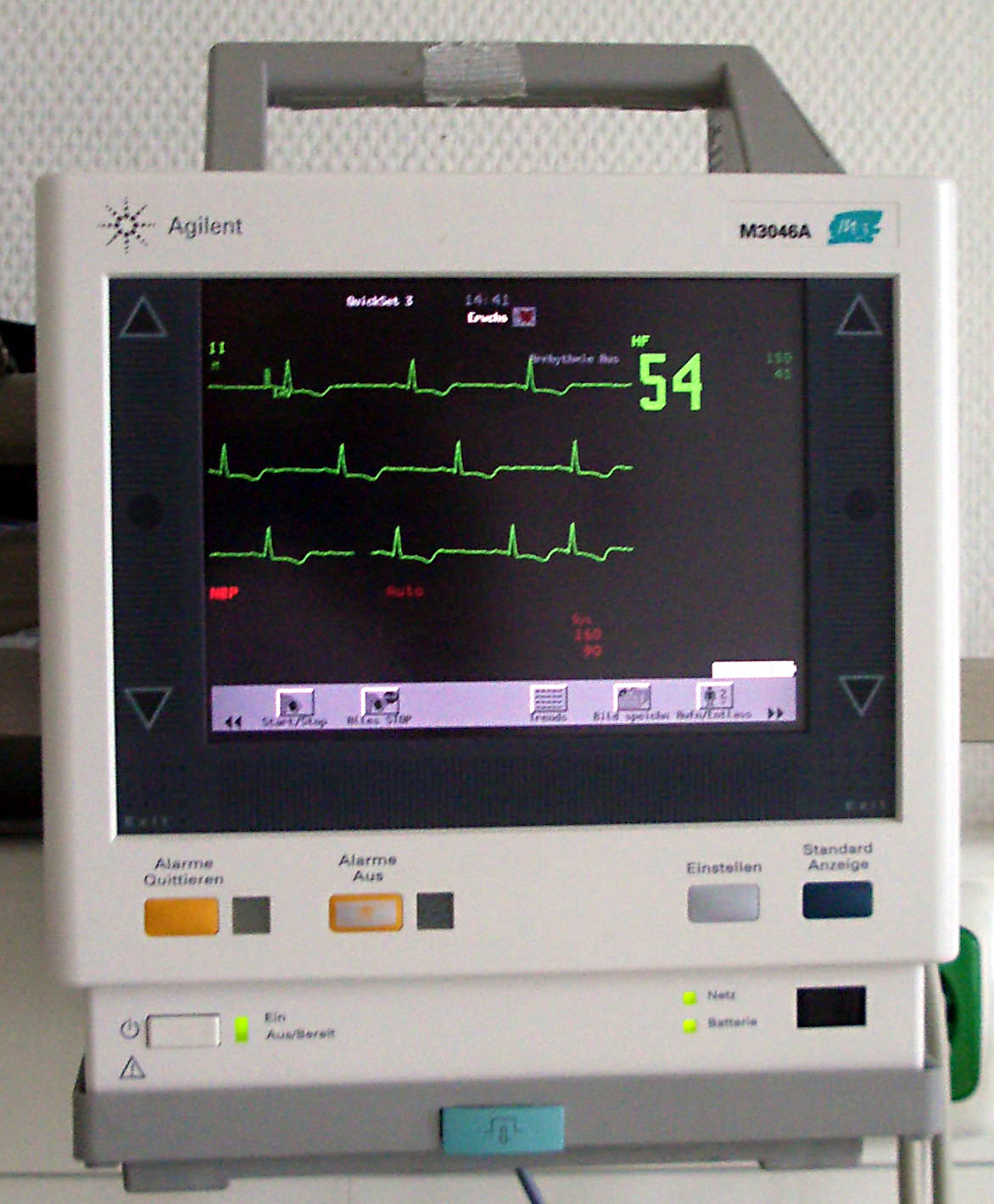
Monitor medyczny produkcji Agilent Technologies

Agilent Technologies, Inc. – amerykańskie przedsiębiorstwo z siedzibą w Santa Clara, Kalifornia, zajmujące się produkcją instrumentów naukowych, półprzewodników, urządzeń dla sieci optycznych i sprzętu pomiarowo-badawczego dla telekomunikacji. W 1999 roku wydzielone zostało z Hewlett-Packard jako samodzielne przedsiębiorstwo. W 2004 roku przedsiębiorstwo zatrudniało 28 tysięcy pracowników i miało przychody 7,2 mld dolarów, z czego dwie trzecie zostało wytworzone poza granicami Stanów Zjednoczonych.
Agilent Technologies prowadzi rozbudowany program badawczo-rozwojowy, w organizacyjnych ramach Agilent Laboratories, zajmując się między innymi technologiami mikroukładów elektromechanicznych i nanotechnologią. Grupa inwestycyjna Agilent Ventures inwestuje również w przedsiębiorstwa typu startup.
W 2001 roku Agilent Technologies sprzedał swój dział produktów medycznych przedsiębiorstwu Philips Medical Systems. HP Medical Products był drugim najstarszym (po Test & Measurement) działem Hewlett-Packarda, nabytym jeszcze w latach 50. XX wieku.
Klientami firmy są inni producenci elektroniki, największe laboratoria badawczo-rozwojowe, ośrodki naukowe, normalizacyjne, NASA, DARPA, wojsko.